# شهرستان کوک (ایلینوی)
شهرستان کوک (ایلینوی) (به انگلیسی: Cook County) دومین شهرستان پرجمعیت پس‌از شهرستان لس‌آنجلس کالیفرنیا و یکی از شهرستان‌های ایالات متحده آمریکا است که در ایالت ایلینوی واقع شده‌است.

## خصوصیات
شهرستان کوک ۴٬۲۳۴٫۶۵ کیلومترمربع مساحت و ۵٬۲۴۶٬۴۵۶ نفر جمعیت دارد.